# Pongrácz Imre (püspök)
Szentmiklósi és óvári báró Pongrácz Imre (Nedec, Szepes megye, 1654. augusztus 5. – Szepesváralja, 1724. december 22.) esztergomi kanonok, útleíró, római katolikus prépost és püspök.

## Élete
A báró szentmiklósi és óvári Pongrácz család sarja. Pongrácz Ferenc báró és Dessewffy Anna fia. Neveltetéséről főként nagybátyja, Pongrácz György báró váci püspök gondoskodott; a bölcseletet Nagyszombatban hallgatta, ahol egy vitatkozásával annyira megnyerte Szegedy Ferenc egri püspök és kancellár tetszését, hogy az őt azonnal egri kanonokká tette. 1675-től 1678-ig a teológiát hallgatta Rómában a Collegium Germanico-Hungaricumban. Itt végezte első szentmiséjét is 1678. augusztus 5-én a Santa Maria Maggioréban. Visszatérvén hazájába, saját elhatározásából lemondott kanonoki javadalmáról és elöljáróinál kieszközölte, hogy a lelkipásztorkodás terén működhessék. 1681-től 1684-ig Sárfőn plébános volt. 1682-ben testvéreivel együtt bárói rangra emeltetett. 1682. április 15-én pozsonyi, 1685. december 19-én pedig esztergomi kanonokká és honti főesperessé nevezték ki. 1689 augusztusban nyitrai főesperessé lépett elő és elnyerte a zsámbéki prépostságot. 1695-ben barsi főesperes, 1697. február 6-án pharesi címzetes püspök, 1700. július 26-án zólyomi főesperes lett.
A Rákóczi-szabadságharc alatt a kurucokhoz csatlakozó kevés katolikus főpap egyike. 1704 nyarán már II. Rákóczi Ferenc híve, 1705-ben aláírta a konföderáció szövetséglevelét is. 1708. szeptember 23-án Rákóczi a császáriakhoz pártolt Pyber László püspök-szenátor helyett esztergomi vikáriussá nevezte ki. 1709. december 18-án Keresztély Ágost bíbornok-primás megfosztotta javadalmától, mivel a kitűzött napra nem jelent meg a Rákóczi által megszállt vidékről. Azonban már 1711. október 30-án elnyerte az éneklő-kanonokságot, 1715. április 13-án az olvasó-kanonokságot és végül 1719-ben a szepesi prépostságot. Szülőhelyén díszes templomot építtetett.